# Đại học Quốc gia Lào
Đại học Quốc gia Lào (NUOL) là một trường đại học công lập ở Viêng Chăn, Lào. Trường được thành lập năm 1996 với các khoa được lấy từ các trường đại học cao đẳng khác đang hiện hữu vào lúc đó. Đây là trường đại học quốc gia duy nhất của Lào.
Trường này là thành viên của Hệ thống Nghiên cứu và Học thuật Tiểu vùng Mekong mở rộng (tên tiếng Anh: Greater Mekong Sub-region Academic and Research Network - GMSARN) và Hệ thống Đại học ASEAN (tên tiếng Anh: ASEAN University Network - AUN).

## Các khoa
- Trường nghiên cứu cơ bản
- Khoa học
- Kỹ thuật công trình
- Nông nghiệp
- Y khoa
- Văn khoa
- Sư phạm
- Kinh tế và Quản trị kinh doanh
- Kiến trúc
- Luật và Khoa học chính trị
- Lâm nghiệp
- Khoa học xã hội
- Trung tâm phát triển môi trường

## Thành viên các tổ chức
- Hệ thống Đại học ASEAN (AUN)
- Hội hệ thống đại học ASEAN về Hệ thống phát triển giáo dục kỹ thuật (tiếng Anh: ASEAN Universities Network-Society for Engineering Education Development Network - AUN-SEED-NET)
- Agence Universitaire de la Francophonie (AUF)
- Hệ thống Nghiên cứu và Học thuật Tiểu vùng Mekong mở rộng (GMSARN)

## Hợp tác và liên danh quốc tế
- Đại học quốc tế, Campuchia